# Salvatore Asta

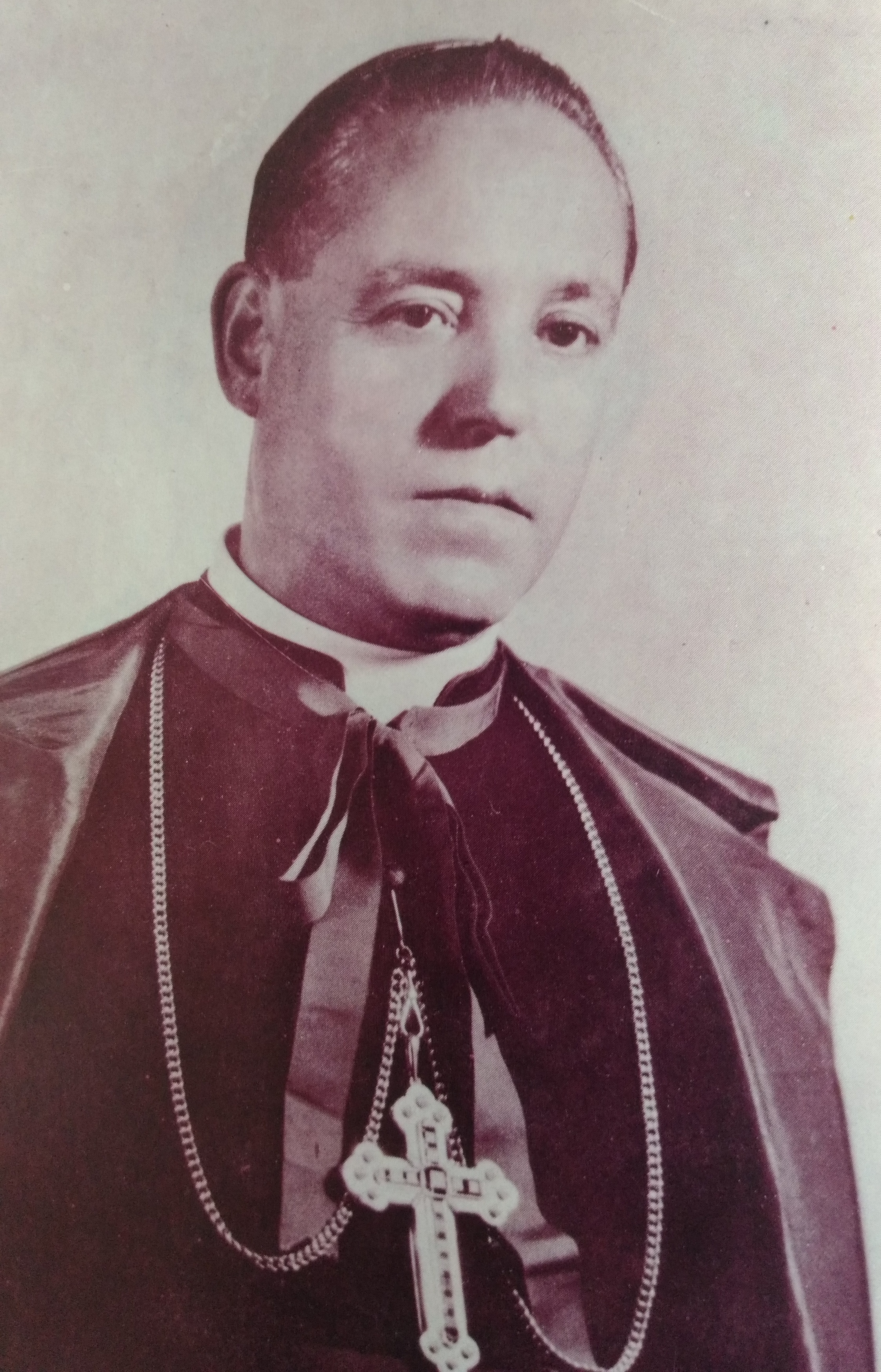
Salvatore Asta als Erzbischof und Apostolischer Nuntius

Salvatore Asta (* 17. Januar 1915 in Alcamo, Provinz Trapani, Italien; † 30. Dezember 2004) war ein römisch-katholischer Erzbischof und vatikanischer Diplomat.

## Leben
Salvatore Asta empfing am 25. Juli 1938 das Sakrament der Priesterweihe.
Am 13. Oktober 1962 ernannte ihn Papst Johannes XXIII. zum Titularerzbischof von Aureliopolis in Lydia und bestellte ihn zum Apostolischen Delegaten in Indochina. Der Kardinalstaatssekretär Amleto Giovanni Kardinal Cicognani spendete ihm am 25. November desselben Jahres die Bischofsweihe; Mitkonsekratoren waren der Sekretär für außerordentliche Aufgaben der Kirche, Kurienerzbischof Antonio Samorè, und der Erzbischof von Huế, Pierre Martin Ngô Đình Thục.
Am 23. März 1964 wurde Salvatore Asta Apostolischer Internuntius im Iran. Asta wurde am 25. März 1966 Apostolischer Pro-Nuntius im Iran. Papst Paul VI. ernannte ihn am 7. Juni 1969 zum Apostolischen Pro-Nuntius in der Türkei. Salvatore Asta wurde am 21. Juli 1984 Apostolischer Nuntius in Portugal. Von diesem Amt trat Asta im Juli 1989 zurück.
Salvatore Asta nahm an der dritten und vierten Sitzungsperiode des Zweiten Vatikanischen Konzils teil.